# Clematis bourdillonii
Clematis bourdillonii là một loài thực vật có hoa trong họ Mao lương. Loài này được Dunn mô tả khoa học đầu tiên năm 1914.